# Vendo Amor
Vendo Amor (também conhecido como Vendo Amor: Em Suas Mais Variadas Formas, Tamanhos e Posições) é um álbum de estúdio do ator, cantor e compositor brasileiro Alexandre Nero, lançado em 16 de abril de 2011.
Ele já viu o amor, vendou-o e até tentou vendê-lo. Em várias formas, variados tamanhos e diversas posições. Alexandre Nero já compôs e cantou tudo isso em seu álbum solo, "Vendo Amor: em suas mais variadas formas, tamanhos e posições". Com parcerias afetivas, prometeu produzir 14 clipes, um para cada faixa do CD, e cumpriu. Não foi o suficiente. Numa época na qual nunca se comprou tanto amor para se guardar em uma garagem, prateleira, em um armário ou no fundo de uma gaveta do criado-mudo, ele resolve rever e revendê-lo.

## Singles & Videoclipes
Alexandre Nero lançou 12 singles, com videoclipes, em menos de quatorze meses. Todos lançados em seu canal oficial do YouTube. Apenas duas faixas do álbum não foram single e não tiveram videoclipe, "Carinhoso" e "Cadê Meu Jardim?".

## Alinhamento de faixas
| Versão padrão  |                                        |                            |         |  |
| N.º            | Título                                 | Compositor(es)             | Duração |  |
| 1.             | "Uma Boa Pessoa"                       | Alexandre Nero             | 4:24    |  |
| 2.             | "Acho"                                 | Carlos Careqa              | 4:20    |  |
| 3.             | "Vendo a Vista (part. André Abujamra)" | A. Nero                    | 4:14    |  |
| 4.             | "Cuecas e Calcinhas"                   | A. Nero                    | 4:10    |  |
| 5.             | "Domingos"                             | A. Nero, Domingos Oliveira | 4:06    |  |
| 6.             | "Filosofando"                          | A. Nero                    | 5:08    |  |
| 7.             | "Chorando em 2001"                     | A. Nero                    | 3:45    |  |
| 8.             | "Saia"                                 | A. Nero                    | 4:04    |  |
| 9.             | "Não Aprendi Dizer Adeus"              | Joel Marques               | 3:50    |  |
| 10.            | "Águas em Prosódia"                    | A. Nero                    | 4:15    |  |
| 11.            | "Big Bem"                              | A. Nero                    | 4:12    |  |
| 12.            | "Carinhoso"                            | Pixinguinha, João de Barro | 4:12    |  |
| 13.            | "Cadê Meu Jardim?"                     | A. Nero                    | 5:07    |  |
| 14.            | "Lave, Leve, Love."                    | A. Nero                    | 5:20    |  |
| Duração total: | Duração total:                         | Duração total:             | 50:03   |  |

## Créditos
Todo o processo de elaboração do álbum atribuem os seguintes créditos pessoais:
| - Alexandre Nero – vocais, produção musical, violão; - Gilson Fukushima – produção musical; - Fabio Cardoso – piano; - Vina Lacerda – percussão | - Alonso Figueroa – acordeon; - Rogério Leitum - trompete; - Rodrigo Vacaria - trombone; |